# Giovanni Pettenella
Giovanni Pettenella (né le 28 mars 1943 à Caprino Veronese, en Vénétie et mort le 20 février 2010) est un ancien coureur cycliste italien. Il a notamment remporté la médaille d'or de la vitesse et la médaille d'argent du kilomètre lors des Jeux olympiques de 1964 à Tokyo.

## Palmarès
Jeux méditerranéens à Naples en 1963 :  
Vainqueur de l'épreuve du tandem avec Bianchetto (2)
Vainqueur du grand prix de Milan en 1963 (2)

### Jeux olympiques
Tokyo 1964
 Champion olympique de vitesse
 Médaillé d'argent du kilomètre

### Championnats du monde
Rome 1968
 Médaillé de bronze de la vitesse